# Xã Odin, Quận Marion, Illinois
Xã Odin (tiếng Anh: Odin Township) là một xã thuộc quận Marion, tiểu bang Illinois, Hoa Kỳ. Năm 2010, dân số của xã này là 1.722 người.